# Armée du duché de Varsovie

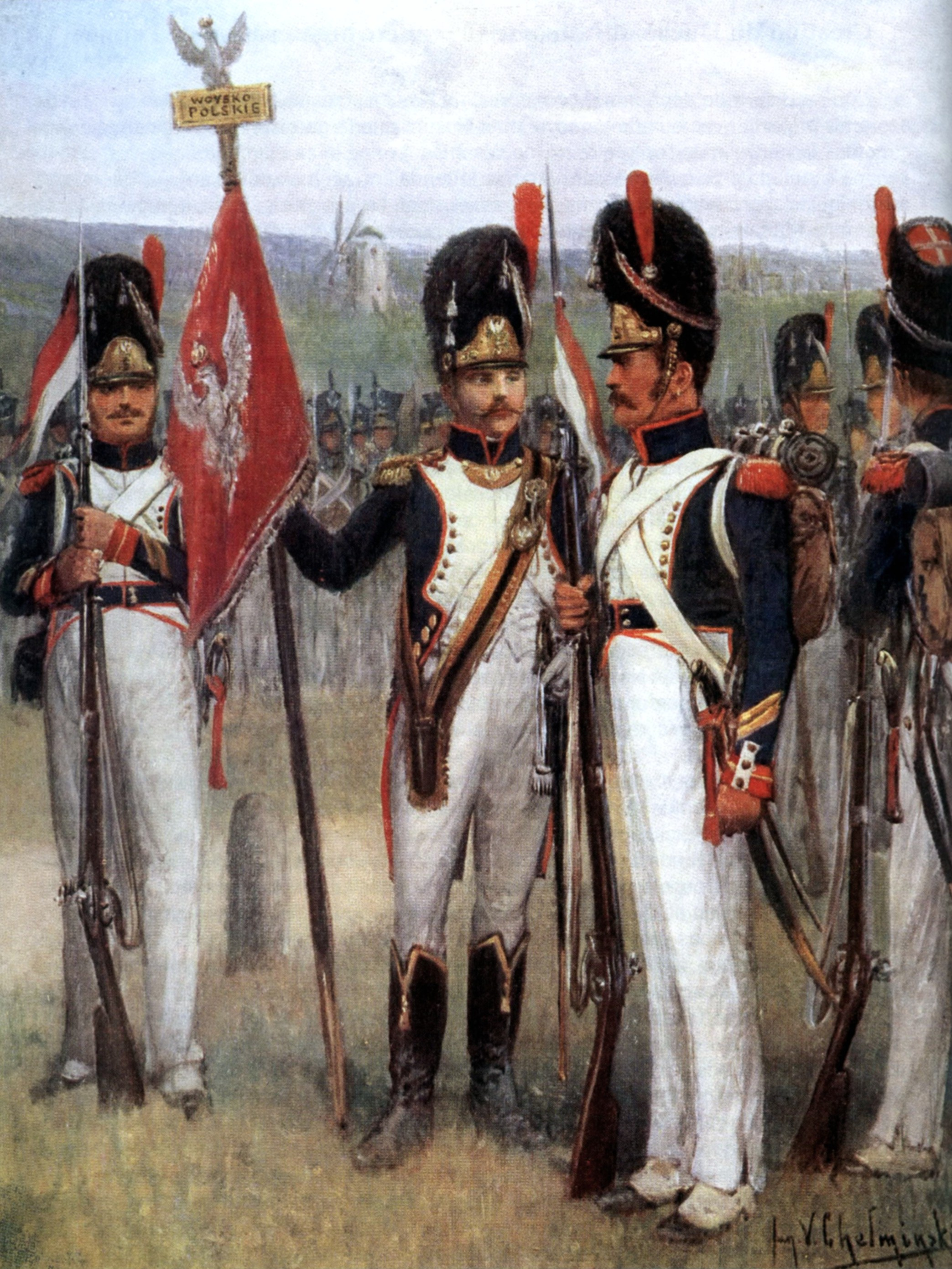
5e régiment d'infanterie du duché de Varsovie, grenadiers et drapeau. (peinture de Jan Chełmiński).

L'Armée du duché de Varsovie fait référence aux forces militaires du duché de Varsovie. Cette armée est en grande partie basée sur les légions polonaises au service de la France sous la Révolution et l'Empire.
Elle affiche un effectif de 30 000 hommes qui sera porté jusqu'à 100 000 durant les hostilités. Elle comprend des unités d'infanterie, cavalerie et artillerie. Les coutumes et traditions napoléoniennes engendrèrent quelques tensions sociales mais on leur attribue aussi une modernisation bénéfique et des réformes utiles.

## Organisation

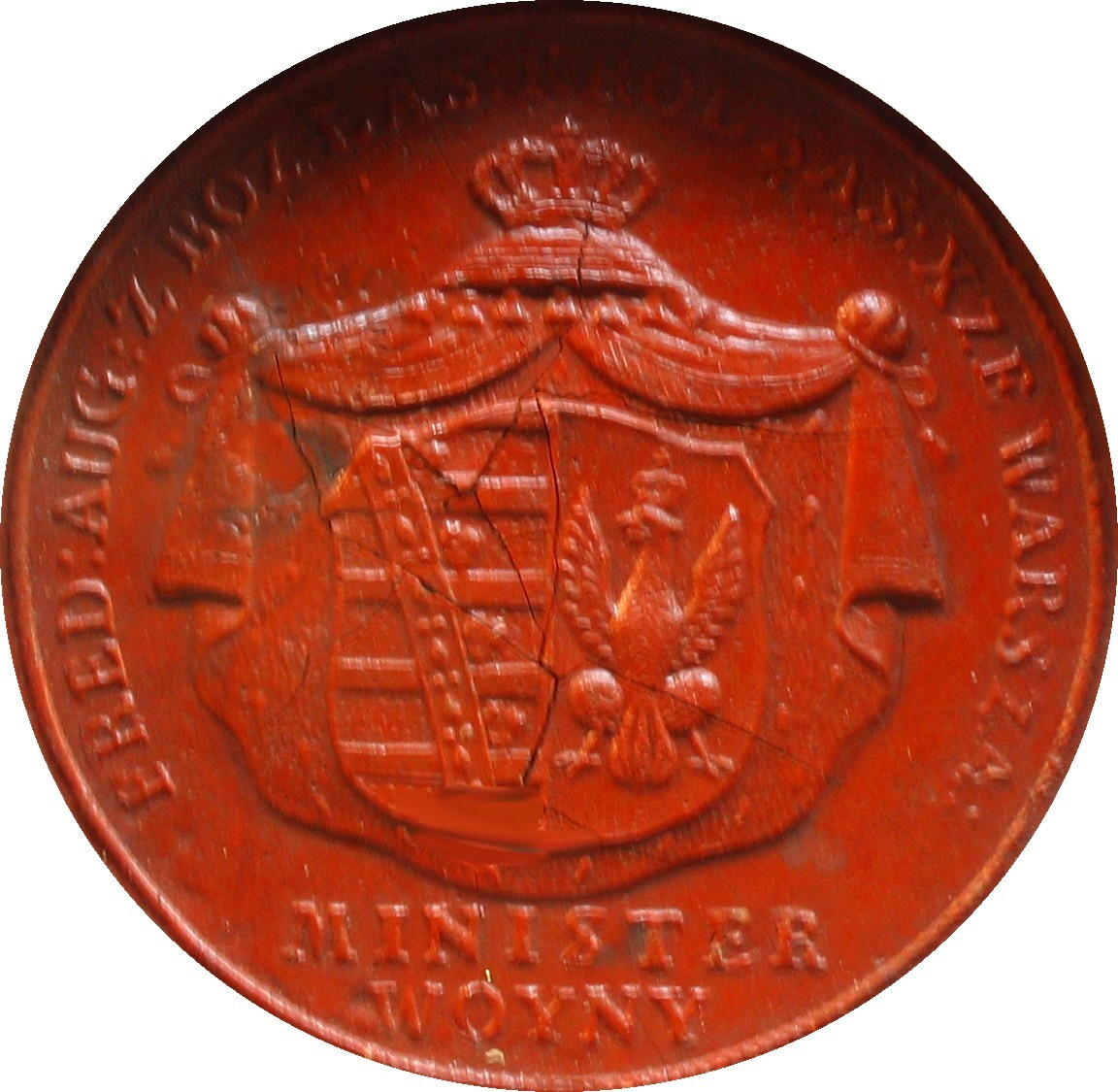
Sceau du ministre de la guerre du duché de Varsovie.

Le cadre de l'armée du duché de Varsovie est formé par les légionnaires des légions polonaises au service de la France,. Viennent s'y ajouter les anciens membres de l'Armée du Commonwealth Polono-Lituanien qui répondent à l'appel aux armes lancé par Józef Poniatowski ainsi que la jeunesse patriotique.
En 1808, après la première période critique, et le Duché moins exposé, ceux qui demanderont à être démobilisés le seront. Au début des années 1809, puis 1812, l'armée va se développer fortement avec des vagues de recrues venues de populations polonaises installées dans des territoires sous domination étrangère et qui espèrent s'en libérer. La dernière période de recrutement important se situe à l'automne et hiver 1813 quand le Duché organisera sa propre défense après le désastre de la campagne de Russie.
À sa création, l'armée aligne 30 000 hommes (pour une population de 2,6 millions d'habitants),. La taille de cette armée entrainera une charge très lourde pour les finances du duché. Sa taille sera plusieurs fois accrue. Elle est doublée en 1809. Plusieurs régiments seront pris en solde par les Français,. En 1812, l'armée en mettra en ligne près de 100 000 hommes, plus que l'Armée de la république des Deux Nations n'aura pu en aligner. À l'automne de 1813, l'armée reconstituée alignera près de 20 000 ou 40 000 hommes, selon les sources.
On estime qu'entre 180 000  et   200 000 hommes ont servi dans cette armée durant sa brève existence.
À côté de l'armée du duché de Varsovie, des Polonais ont servi la France dans d'autres unités, en particulier le régiment de chevau-légers polonais de la Garde impériale et la légion de la Vistule. En complément à l'armée régulière, une garde nationale pouvait être appelée, comme cela le fût en 1809 et 1811.

## Commandement
Les plus connus des commandants de l'armée du duché de Varsovie sont le prince Józef Poniatowski (qui la commande pendant la plus grande partie de son existence) et Jean-Henri Dombrowski.
Un état dressé en juin 1811 donne la composition de l'encadrement de l'armée à cette date :
- Ministre de la guerre : Józef Poniatowski, général de division et commandant en chef de l'armée
- État-major : Kajetan Hebdowski, Jean Bennett, Bogumil Fechner, Józef Rautenstrauch, Józef Wyszkowski, Jacques Redel, Józef Wassiliewski
- Généraux de division : Józef Zajączek, Jean-Henri Dombrowski, Louis Kamienecki, Michel Sokolnicki, Stanisław Fiszer, Aleksander Rożniecki
- Généraux de brigade : Vincent Axamitowski, Józef Niemojewski, Stanisław Wojczyński, Isidore Krasiński, Kajetan Hebdowski, Maurycy Hauke, Łukasz Biegański, Michał Grabowski, Michel Pietrowski, Henryk Ignacy Kamieński, Jean Pelletier, Stanislas Mielczynski, Antoni Paweł Sułkowski, Dominik Dziewanowski, Stanisław Florian Potocki, Kazimierz Turno, Walenty Kwaśniewski
- Aides de camp du roi : colonels Czesław Pakosz et Franciszek Paszkowski
- Adjudants-commandants : Józef Rautenstrauch (état-major général), colonels François Kosziecki (1re division), Antoine Cedrowski (2e division), Joseph Nowicki (3e division), Joseph Szumlianski (4e division)
- Artillerie, génie et fortifications : Jean Pelletier, Pierre Bontemps, Jean-Baptiste Mallet de Grandville, Alexandre Alphonse, Leonard Jodko-Narkiewicz, André Tresczowski, Théodore Koblyanski
- Inspection médicale : Michel Bergonzoni, Franz Leopold Lafontaine, Bogumil Gudeit, Joseph Puchalski, Wilkoszewski[11]

## Composition

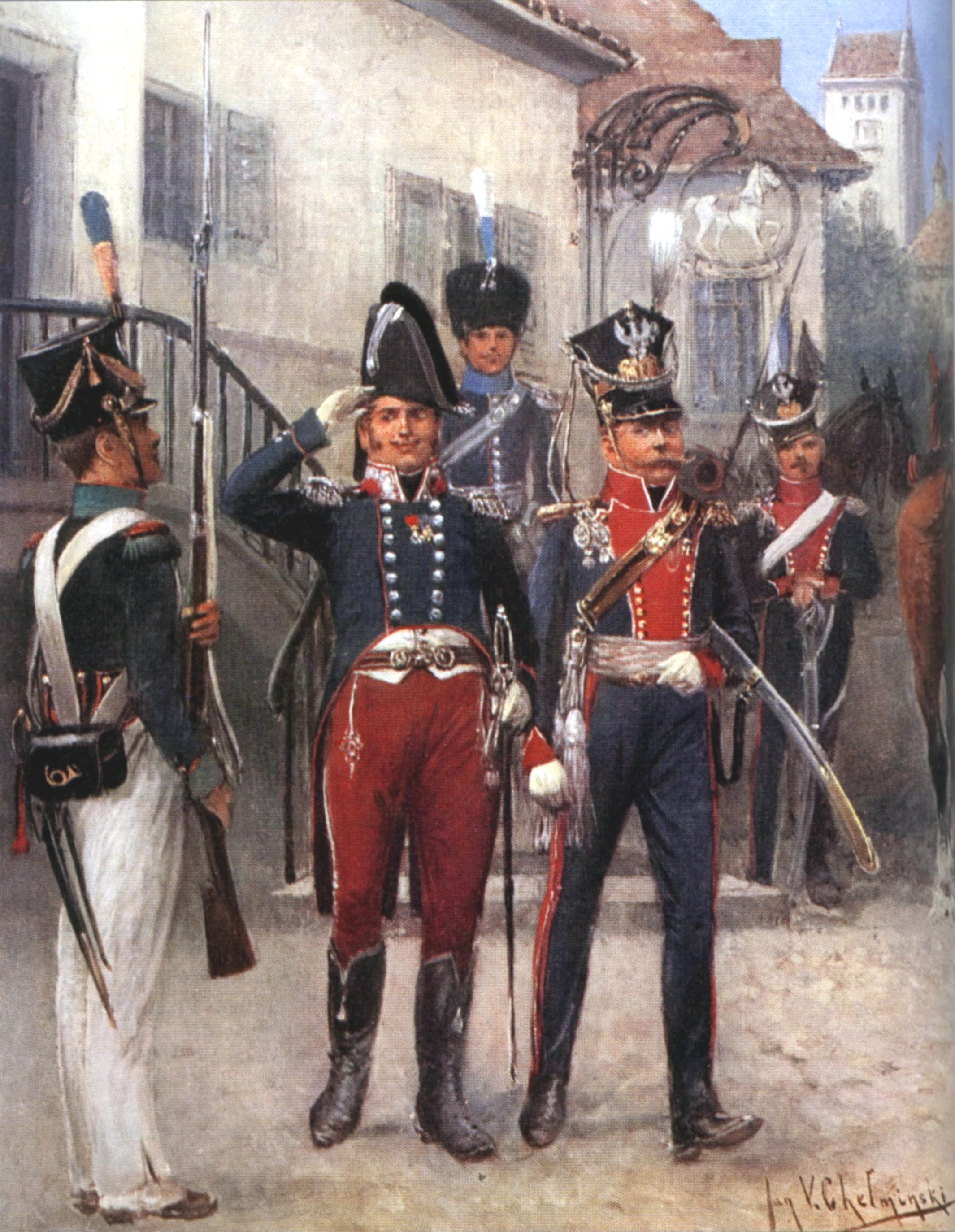
Général de brigade et colonel du de lanciers.

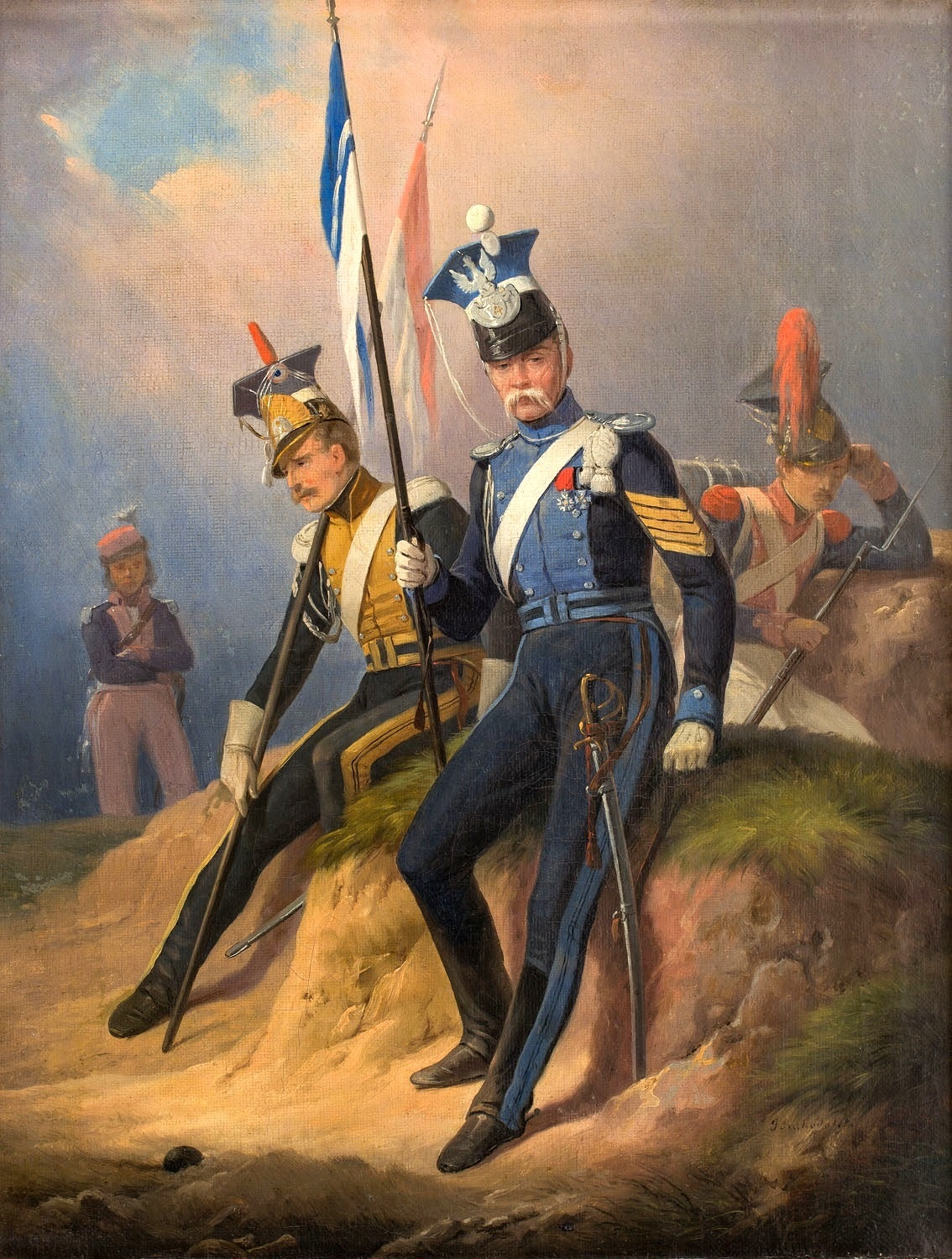
Lanciers de la Vistule (à gauche) et du duché de Varsovie (à droite), par Janvier Suchodolski.

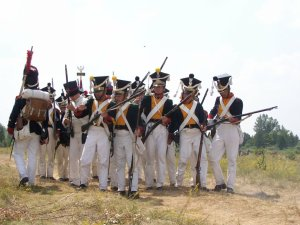
Reconstitution (2006) (4e R.I. du duché de Varsovie)

### 1807
L'Armée du duché de Varsovie se compose à sa création, de 3 légions, regroupant les unités suivantes. Ces légions seront ensuite renommées "divisions".
1re légion
4 régiments d'infanterie (numérotés de 1 à 4), à deux bataillons chacun.
2 régiments de cavalerie (1 lanciers et un chasseurs à cheval, numérotés 1 et 2).
1 bataillon d'artillerie, composé de 3 batteries d'artillerie à pied (de 6 pièces, sur le modèle français), une demi-compagnie de sapeurs et une compagnie du Train.
2e légion
4 régiments d'infanterie (numérotés de 5 à 8).
2 régiments de cavalerie (1 lanciers et un chasseurs à cheval, numérotés 3 et 4).
1 bataillon d'artillerie, aussi composé de 3 batteries d'artillerie à pied (de 6 pièces, sur le modèle français), un quart de compagnie de sapeurs et une demi-compagnie du Train.
3e légion
4 régiments d'infanterie (numérotés de 9 à 12).
2 régiments de cavalerie (1 chasseurs à cheval et un lanciers, numérotés 5 et 6).
1 bataillon d'artillerie, toujours composé de 3 batteries d'artillerie à pied (de 6 pièces, sur le modèle français), un quart de compagnie de sapeurs et une demi-compagnie du Train.
L'armée dispose en plus d'une batterie d'artillerie à cheval, levée à ses frais par le comte Wladimir Potocki. Cette compagnie aligne 4 pièces d'artillerie.

### 1809
En 1809, à son entrée en guerre, elle se compose des 3 divisions déjà mentionnées. Celles-ci n'aligne chacune que trois régiments d'infanterie, le quatrième servant en Espagne (les 4e, 7e et 9e régiments). Chaque division a ses deux régiments de cavalerie, 3 compagnies d'artillerie à pied. les éléments des trois compagnies de sapeurs et des trois compagnies du Train sont réparties entre elles. Une seconde batterie d'artillerie à cheval sera levée, toujours par un particulier (dans ce cas, il s'agit de Roman Soltyk).
Après l'occupation de la Galicie, l'armée du duché de Varsovie intègre de nombreux volontaires, issus de la population et des prisonniers autrichiens d'origine polonaise, ce qui permet de créer l'Armée franco-galicienne.
Armée franco-galicienne
Cette armée se compose d'unités nouvellement constituées. Elle aligne 6 régiments d'infanterie et 10 régiments de cavalerie. Parmi ces derniers, il y a deux régiments de hussards et un régiment de cuirassiers à deux escadrons.
À la fin des combats, ces unités rejoignent l'armée du duché de Varsovie qui aligne désormais :
- un régiment de cuirassiers (14e)[16]
- 10 régiments de uhlan lanciers (2e, 3e, 6e, 7e, 8e, 9e, 11e, 12e, 15e, 16e)[17]
- 2 régiments de hussards (10e et 13e)[18]
- 3 régiments de chasseur à cheval (1er, 4e et 5e)[19]
- 17 régiments d'infanterie (numérotés de 1 à 17)[20]
- un régiment d'artillerie à cheval (à 4 compagnies)[21]
- 25 compagnies d'artillerie à pied[22].

### 1812
En 1812, elle aligne :
16 régiments de cavalerie à 4 escadrons (portés à 20 avec les 4 régiments de lanciers levés en Lituanie)
22 régiments d'infanterie à trois bataillons (5 nouveaux régiments sont levés en Lituanie). Mais trois d'entre eux sont toujours en Espagne.
1 régiment d'artillerie à pied, de 8 compagnies de campagne et 8 compagnies de place.
1 régiment d'artillerie à cheval de 2 escadrons de 2 compagnies.
L'armée du duché de Varsovie dispose aussi d'un bataillon de sapeurs (5 compagnies et une de pontonniers).
Les troupes polonaises sont réparties dans diverses unités pour cette campagne. La plus grande partie se trouve dans le Ve corps de la Grande Armée, sous le forme de 3 divisions (16e à 18e). Dans le 9e corps et dans le 10e corps, on trouve à chaque fois 3 régiments d'infanterie du duché. La cavalerie est, elle aussi, dispersée entre diverses unités.

### 1813
En 1813, plusieurs unités de cavalerie légère sont prévues, des Krakus. Un seul régiment verra réellement le jour,.

## Culture, formation et durée du service
L'Armée va être au centre d'un choc des cultures entre les anciennes coutumes polonaises et les traditions démocratiques françaises. Les premières voient par exemple les tentatives de restreindre l'accès aux postes d'officier à la noblesse. Les secondes se manifestent, au travers de l'expérience des vétérans des légions polonaises, par des aspirations et motivations bien supérieures des simples soldats d'origine paysanne, en comparaison de l'armée de l'ancienne République,. La fonction éducative de l'armée sera vu comme un succès majeur, bien qu'inattendu. Monika Senkowska-Gluck écrit à ce propos :

« Continuant les traditions des Légions, on s'efforça de donner aux soldats une éducation civique. L'armée fut une école de démocratie où s'estompaient les préjugés de caste, où les capacités et le zèle assuraient l'avancement de ceux qui avaient des origines modestes. Objet d'attentions particulières et sujet de fierté nationale, l'armée était considérée comme un gage et une promesse de rétablissement de l'indépendance, et la carrière militaire connut un prestige sans précédent. »

L'armée verra son efficacité accrue par son adaptation à l'organisation à la française de ses unités et l'adoption de ses règles tactiques. Globalement, la période du duché de Varsovie marque une période de modernisation de l'armée polonaise avec une nouvelle doctrine et règles comme le rédigera Ignacy Prądzyński (en).
La durée des services est fixée à 6 ans, par tirage au sort parmi l'ensemble des citoyens âgés de 21  à   28 ans. Aux effectifs fournis par la conscription s'ajoutent de nombreux volontaires polonais, russes et autrichiens. L'armée bénéficie de nouvelles écoles, avec une formation de trois ans, quatre pour l'Artillerie et le Génie.
Globalement, les Polonais sont considérés par les Français comme très motivés et très efficaces.

## Les opérations de l'armée du duché de Varsovie

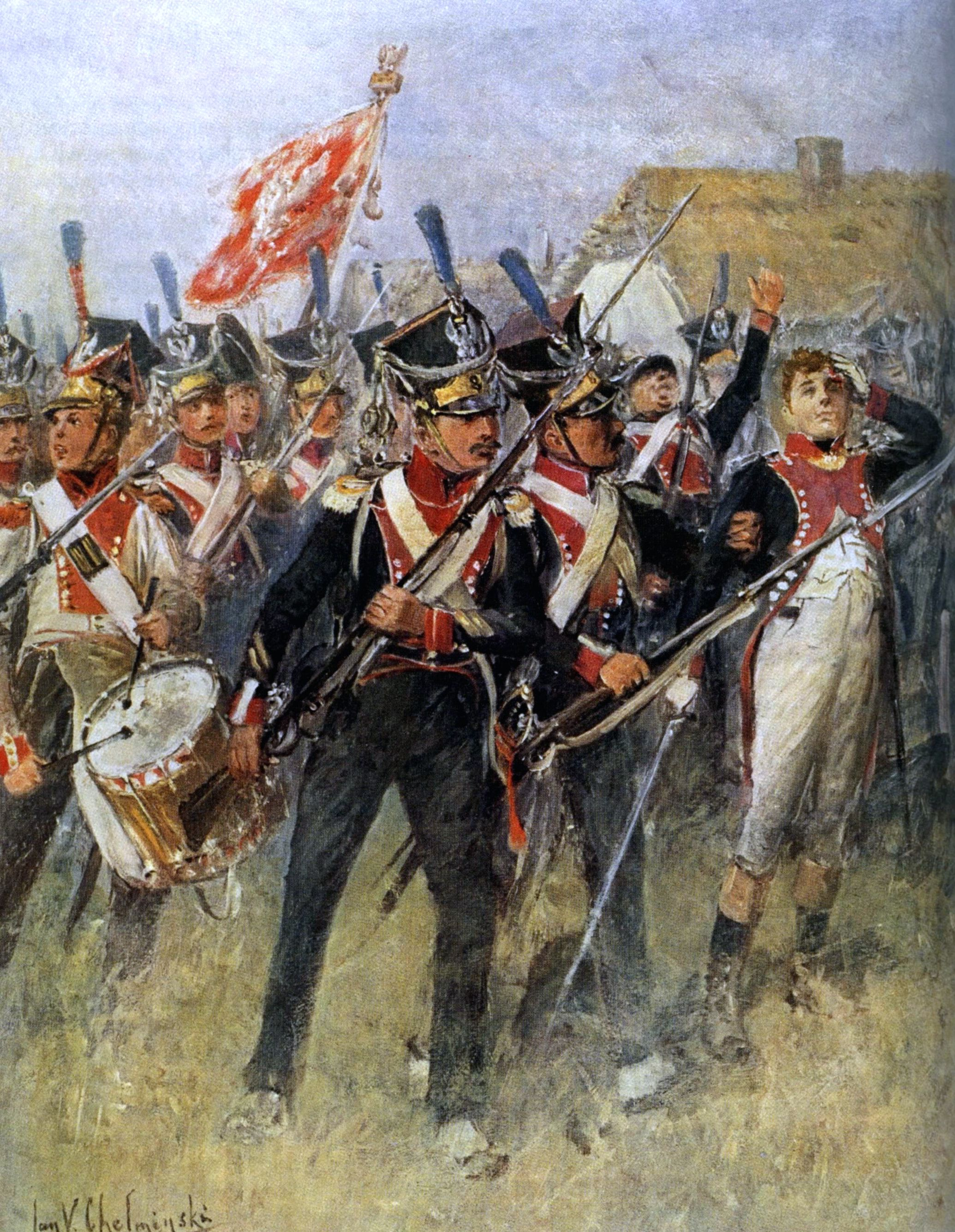
Le 8e régiment d'infanterie à la bataille de Raszyn (1809). Peinture de J. Chelminski.

### Campagne de Prusse et de Pologne(1807)
À peine formée, l'armée du nouveau duché est rapidement engagée dans cette campagne. Elle participe au siège de Dantzig.

### Guerre d'Espagne(1808-1814)
Trois régiments d'infanterie, une batterie d'artillerie ainsi que des éléments du Train et du Génie sont envoyés en Espagne. Ils y combattront jusqu'à l'évacuation de l'Espagne et la bataille de Toulouse.

### Guerre de la Cinquième Coalition (1809)
Lors de la guerre austro-polonaise de 1809, l'armée polonaise commandée par Poniatowski, forte de 16 000 hommes, est opposée aux 32 000 soldats autrichiens de l'archiduc Ferdinand. Elle résiste à la bataille de Raszyn mais doit reculer et laisser prendre Varsovie.
Poniatowski lance alors son armée sur la Galicie autrichienne, où la population lui est globalement acquise, et s'empare de plusieurs villes dont Lublin, Zamość, Sandomierz et Lwów, bien que ces deux dernières soient ensuite reprises par les Autrichiens. Les Polonais doivent en outre composer avec la présence des troupes russes, hostiles à l'occupation de la Galicie par leurs « alliés ». Le 15 juillet 1809, Poniatowski s'empare de Cracovie où la nouvelle de l'armistice de Znaïm, qui met fin aux affrontements, lui parvient.

### Campagne de Russie (1812)
Dans le cadre de la campagne de Russie, le duché fournit près de 100 000 soldats, pour la plupart des recrues inexpérimentées ; seuls 37 000 sont regroupés au sein du 5e corps de la Grande Armée sous les ordres du prince Poniatowski, le reste étant réparti entre les autres corps. 
Après avoir participé à la poursuite du corps russe de Bagration, le 5e corps fait sa jonction avec le gros des forces napoléoniennes et est engagé successivement aux batailles de Smolensk et de la Moskova. S'ensuit la prise de Moscou et la retraite française qui voient les troupes de Poniatowski prendre part aux batailles de Winkowo et de la Bérézina. En novembre 1812, le prince Poniatowski, affaibli par une chute de cheval, est remplacé à la tête de son corps par le général Zajączek. 
À l'issue de la retraite, le 5e corps n'aligne plus qu'environ 2 000 soldats mais a réussi à sauver la quasi-totalité de ses emblèmes et de ses canons. Les troupes polonaises accusent près de 70 % de pertes dans cette campagne.

### Campagne d'Allemagne (1813)
Après les défaites de 1812, les restes de la Grande Armée et le corps polonais du prince Poniatowski, menacés d'encerclement par l'avance russe, se replient vers Poznań puis Francfort-sur-l'Oder et abandonnent le duché sans combat, à l'exception de la bataille de Kalisz du 13 février 1813. Le duché est occupé par les adversaires de Napoléon,,.
Reconstituée, mais réduite en taille, l'armée du duché participe à la campagne d'Allemagne et à son point culminant, la bataille de Leipzig. Elle subit une perte irréparable quand le prince Poniatowski y trouve la mort,.
Certaines garnisons de places fortes résistent. Zamość, tenue par le général polonais Maurycy Hauke avec 3 000 hommes et 130 canons, est assiégée à partir du 10 février 1813 par le général russe von Radt avec 7 000 hommes. Elle est la dernière forteresse polonaise à se rendre le 22 décembre 1813. Une grande partie de l'armée suit Napoléon en France,.

### Campagne de France (1814)
Désorganisée après la mort de Poniatowski, l'armée aligne encore en 1814 près de 8 000 hommes dans les territoires sous contrôle français. Elle est intégrée à l'armée française et participe à la campagne de France (1814). Elle est dissoute après la première abdication de l'empereur,,.
Après le Traité de Fontainebleau, la plupart des soldats polonais deviennent captifs des russes.

## Les uniformes de l'armée du duché de Varsovie
Les détails ci-dessous sont donnés à titre général. Il y a de nombreuses variations selon les unités. Pour prendre un exemple, l'habit de l'infanterie est de bleu foncé. sauf pour le 13e régiment qui utilise des uniformes blancs.

### Infanterie
coiffures
La coiffure la plus fréquente est le chapska portant l'aigle polonaise en blanc) sur le devant. Les plumets varient selon les unités. Certains régiments portent le shako.
Les grenadiers portent aussi le chapska, mais certains régiments leur ont donné le bonnet à poils (sans plaque). Les voltigeurs portent le shako ou le chapska.
Habit
Il s'agit de l'habit-veste dit "kurtka", de couleur bleu foncé. Les revers sont de la couleur distinctive, ainsi que le col, les retroussis et les parements.
Les fusiliers portent des simples pattes d'épaules ou des épaulettes blanches. Épaulettes rouge pour les grenadiers, vertes et jaune pour les voltigeurs.
Pantalon
Le pantalon est en toile blanche, l'été. L'hiver, le pantalon, plus épais, est en laine, bleu.
Les guêtres et les chaussures sont noir.
Équipement.
La bufflèterie est en cuir blanchi. La giberne est noire.
Le sac est d'un modèle similaire au sac français.
Les fusils sont de diverses origine, la courroie, en cuir blanc.

### Drapeaux et étendards
Infanterie
Cavalerie

### Sources
- (en) Cet article est partiellement ou en totalité issu de l’article de Wikipédia en anglais intitulé « Army of the Duchy of Warsaw » (voir la liste des auteurs).
- Dans la section Bibliographie :  : document utilisé comme source pour la rédaction de cet article.